# Non-Responder
Als Non-Responder (von englisch non = „nicht“ und to respond = „antworten“, „reagieren“, deutsch „Nichtreagierer“) wird im medizinischen Fachjargon ein Proband oder Patient bezeichnet, der auf eine medizinische Maßnahme (z. B. Arzneimitteltherapie, Impfung) nicht oder nur unzureichend anspricht.

## Non-Responder bei Impfung
Nach einer Impfung spricht man von einem Non-Responder oder Impfversagen u. a. dann, wenn der Impfling nach einer Impfung keine oder nicht ausreichend Antikörper bildet (z. B. bei der Impfung gegen Röteln oder Hepatitis B). 5–10 % der Geimpften sind aufgrund des verwendeten Impfstoffes oder der genetischen Veranlagung Impfversager. Das Impfergebnis kann durch die Gabe von Interleukin-2 verbessert werden, da IL-2 die T-Zell-Hilfe für die Antikörper produzierenden B-Lymphozyten stimuliert.
Die Begriffe Impfversagen und Impfdurchbruch werden im „Fachwörterbuch Infektionsschutz“ des Robert Koch-Instituts synonym verwendet.

### Primäres und sekundäres Impfversagen
Man unterscheidet ein primäres Impfversagen, bei dem nach Impfung keine Immunität aufgebaut wird, von einem sekundären Impfversagen, bei dem es zu einem Nachlassen der Immunität über die Zeit kommt.
Ursachen für primäres Impfversagen sind u. a.:
- Nichteinhalten der Lagerungstemperatur (Kühlkettenfehler)
- Kontakt des Impfstoffs mit einem Desinfektionsmittel bei Injektion
- falsches Aufziehen der Ampulle
- falsche Impftechnik (z. B. subcutan statt intramuskulär)[5]

#### Non-Responder für Hepatitis B
Etwa 3–5 % der gegen Hepatitis B geimpften Menschen bildet nach der ersten Impfung keine oder viel zu wenig Antikörper. Dies lässt sich durch eine Blutuntersuchung im Labor nach etwa einem Monat feststellen. Falls nach Grundimmunisierung der Antikörpertiter (Anti-HBs) bei unter 10 IE/l gemessen wird, gilt man als Non-Responder ohne sicheren Impfschutz gegen Hepatitis B.
Als weiteres Vorgehen kommen in Frage:
- erneute Impfung mit gleicher oder doppelter Dosis (nur in Einzelfällen empfehlenswert[1]),
- Kombinationsimpfung mit anderen Impfstoffen (z. B. gegen Hepatitis A oder Influenza) oder
- längeres Abwarten.

In den meisten Fällen kann so noch ein Impfschutz aufgebaut werden. Nach drei Impfungen haben etwa 50–75 % der vorherigen Non-Responder einen Impfschutz aufgebaut. Weitere Impfungen könnten in seltenen Fällen noch einen gewissen Impfschutz aufbauen, werden in der Regel aber nicht mehr durchgeführt.
Non-Responder in gefährdeten Berufen (z. B. Angestellte im Krankenhaus) sollten besonders vorsichtig sein. Neben Handschuhen kann zusätzlich eine Brille oder ein Gesichtsschutz getragen werden. Sollte es dennoch zu Kontakt mit infektiösem Material kommen, so besteht die Möglichkeit der passiven Immunisierung innerhalb von sechs Stunden nach dem Unfallereignis mit Immunglobulinen.

## Non-Responder bei Arzneimitteltherapie
In Abhängigkeit von cytochromaler Ausstattung reagieren Menschen auf verschiedene Medikamente unterschiedlich stark. Eines der bekanntesten Beispiele ist die unterschiedliche Metabolisierungsgeschwindigkeit von Medikamenten je nach Cytochrom P450 2D6. Personen mit hoher Metabolisierungskapazität sind für eine Vielzahl von Medikamenten genetisch bedingt Non-Responder.